# Aléa sismique

Ceinture de feu du Pacifique

L'aléa sismique est la probabilité qu'un séisme destructeur de caractéristiques données (exprimées en général par des paramètres tels que l’accélération, la période de récurrence, l’intensité, le spectre de réponse…) se produise dans une région donnée pendant une période donnée. Il ne doit pas être confondu avec le risque sismique qui est la probabilité qu'un séisme engendre des destructions et fasse des victimes. Ce risque est une combinaison de « l'aléa sismique, la concentration des biens et des personnes et la vulnérabilité des infrastructures ».
L'évaluation de l'aléa peut se faire par une méthode déterministe ou probabiliste de prévision sismique. « Dans le premier cas, les caractéristiques sont celle d’un évènement réel, éventuellement assortie d’une marge de sécurité (séisme le plus fort connu historiquement par exemple). Dans l’approche probabiliste, l’ensemble des données permettant l’estimation de l’aléa sont examinées dans un cadre statistique, et l’aléa est alors exprimé comme une probabilité de dépasser un niveau fixé. »

## Évaluation de l'aléa sismique
L'évaluation de l'aléa sismique se base sur la distribution temporelle et spatiale des séismes de la région étudiée, c'est-à-dire sa sismicité. L'hypothèse principale qui régit l'évaluation de l'aléa sismique est celle supposant que les séismes passés peuvent se reproduire dans la zone où ils sont apparus. La plupart des séismes historiques utilisés dans l'évaluation de l'aléa sismique se sont produits à des époques où ils ne pouvaient être enregistrés, ce qui pose le problème de l'absence de mesures directes de leur magnitude. Pour déterminer la profondeur et la magnitude de ces paléo-séismes, il faut utiliser des valeurs empiriques déterminées à partir de l'étude de la répartition géographique des intensités observées (échelle de Mercalli). L'évaluation de l'aléa sismique est la combinaison des caractéristiques de ces séismes historiques et des caractéristiques des séismes récents enregistrés par des instruments.